# 船口街道
船口街道是中国黑龙江省哈尔滨市松北区下辖的一个街道。2017年4月，船口街道从松浦街道析出。辖东明、灯塔、太阳升3个村，船口、广信、观江国际3个社区，实行街道办事处管行政村和社区居委会的管理体制。